# Capitalisme de plataforma
El capitalisme de plataforma fa referència a l'explotació comercial d'empreses com Google, Facebook, Apple, Microsoft, Uber, Airbnb i d'altres per a operar com a plataformes en l'economia digital. En aquest model de negoci, tant el maquinari com el programari s'utilitzen com a base (plataforma) perquè altres actors econòmics puguin dur a terme el seu propi negoci.
| «                  | Una economia basada en la informació i que usa interfícies que funcionen com a plataformes de dades per acumular capital. Els algoritmes d'autoaprenentatge regulen, en certa manera, l'oferta i demanda de les plataformes amb un sistema de suggeriments a partir d'una prèvia anàlisi dels patrons de consum de l'usuari i de la pròpia massa d'usuaris. | » |
| — Ingrid Guardiola | |   |

El capitalisme de plataforma ha estat considerat com a beneficiós o denunciat com a perniciós per diferents autories. Les tendències identificades en el capitalisme de plataforma tenen similituds amb les descrites sota l'epígraf de capitalisme de vigilància. S'ha discutit el possible efecte del capitalisme de plataforma en la ciència oberta.
El capitalisme de plataforma s'ha comparat amb el cooperativisme de plataforma. Les empreses que intenten centrar-se en l'equitat i la col·laboració, en comptes de només en l'ànim de lucre, es descriuen com a cooperatives, mentre que les que se centren únicament en els beneficis privats són capitalistes de plataforma. Al seu torn, projectes com la Viquipèdia, que depenen del treball no remunerat del voluntariat, es poden classificar com a iniciatives de producció col·laborativa basada en productes comuns (CBPP, en les seues sigles en anglès).